# Bocznica kolejowa

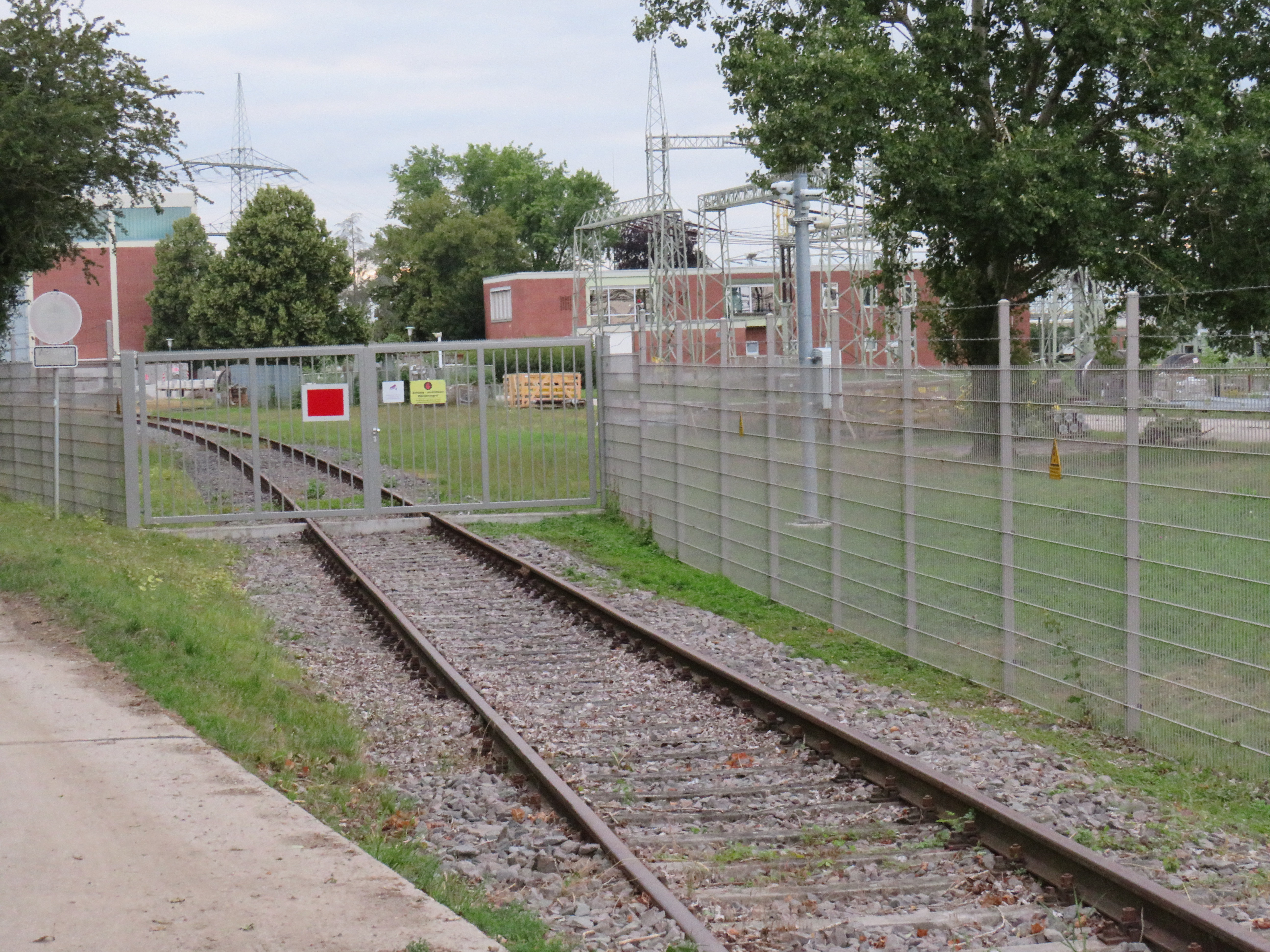
bocznica kolejowa doprowadzona do stacji elektroenergetycznej

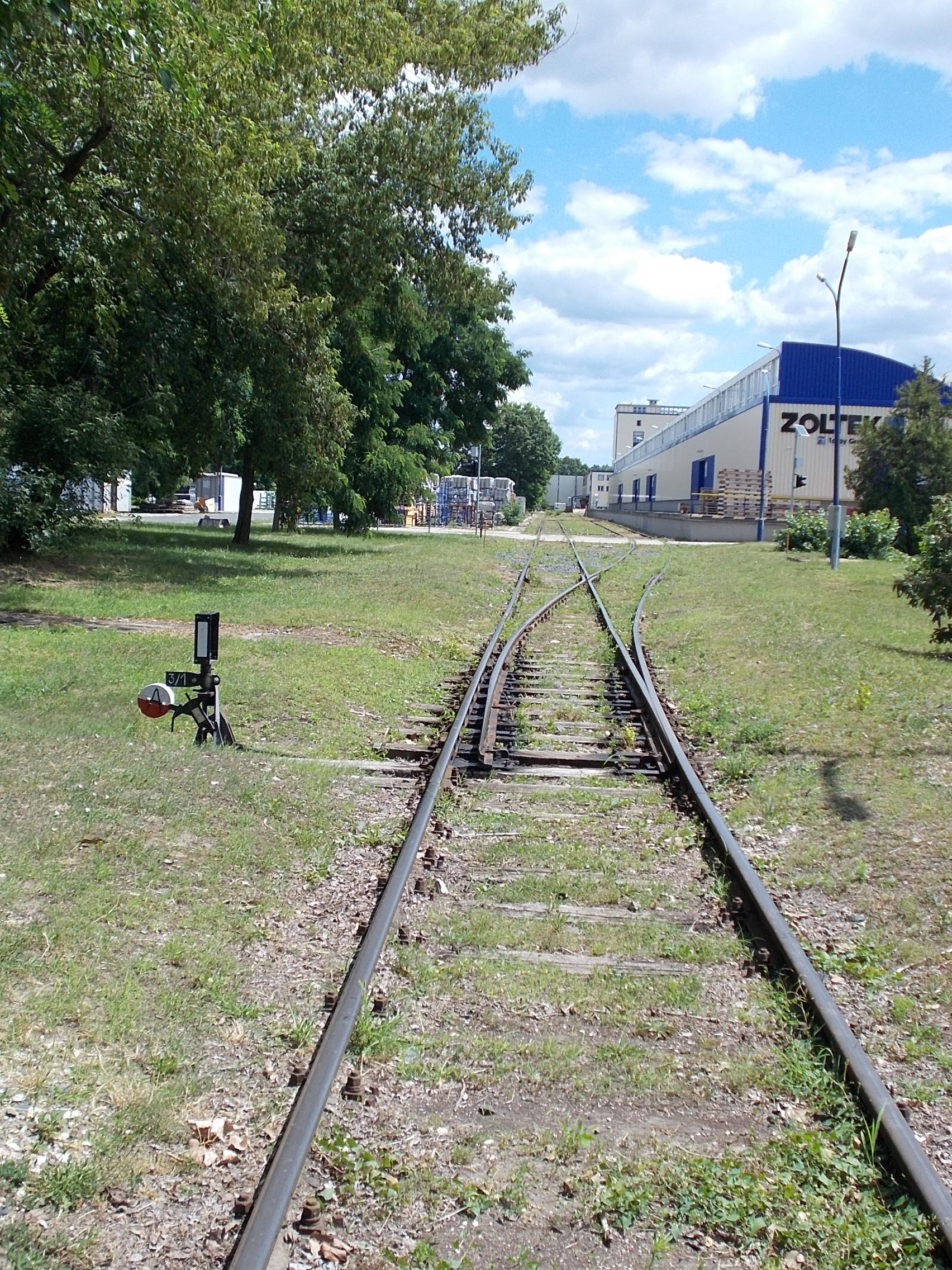
Bocznica kolejowa w Nyergesújfalu na Węgrzech

Bocznica kolejowa – Tor lub grupa torów łączących miejsce przeładunku towarów lub postoju pojazdów kolejowych z linią kolejową. Szczegółowo jest to wyznaczona przez użytkownika droga kolejowa, połączona bezpośrednio lub pośrednio z linią kolejową, służąca do wykonywania czynności ładunkowych, utrzymaniowych lub postoju pojazdów kolejowych albo przemieszczania i włączania pojazdów kolejowych do ruchu po sieci kolejowej.
Stanowi odgałęzienie torów, są to boczne tory specjalnego przeznaczenia, najczęściej łączące główną linię kolejową z obiektem zaopatrywanym drogą kolejową. Na bocznicach pracują zazwyczaj lokomotywy manewrowe. Często bocznice kolejowe odchodzą od trasy na stacjach kolejowych.
Rodzaje bocznic:
- bocznica stacyjna – bocznica odchodząca od stacji,
- bocznica szlakowa – bocznica odchodząca od szlaku.

Bocznica kolejowa, która nie jest linią kolejową, albo bocznica która nie jest torem połączonym z linią kolejową, nie stanowi infrastruktury kolejowej w rozumieniu Ustawy o transporcie kolejowym.
Według wyroku Sądu Najwyższego z dnia 23 października 2008 r., sygn. akt V CSK 121/08. znajdujące się pod bocznicami grunty nie są zwolnione z opłat za użytkowanie wieczyste.